# Michael Braun (Fußballspieler, 1950)
Michael Braun (* 29. Dezember 1950) war Fußballspieler in der DDR. In der höchsten Fußballklasse Oberliga spielte er für den FC Karl-Marx-Stadt und Sachsenring Zwickau. Mit der Sachsenring-Mannschaft wurde er 1975 DDR-Pokalsieger.

## Fußball-Laufbahn

### FC Karl-Marx-Stadt
Der 1,72 m große offensive Mittelfeldspieler Braun, der noch während seiner aktiven Zeit das Sportlehrerdiplom erwarb, brauchte viele Jahre, um sich in der DDR-Oberliga zu etablieren. Zunächst begann seine Fußball-Laufbahn vielversprechend, denn als Juniorenspieler des westsächsischen Spitzenklubs FC Karl-Marx-Stadt gehörte er 1969 zum Kader der DDR-Junioren-Nationalmannschaft. Mit ihr bestritt er vier Länderspiele, in denen er als Stürmer aufgeboten wurde. Seine ersten Spiele im Männerbereich absolvierte Braun in der zweitklassigen DDR-Liga, in die der FCK 1970 abgestiegen war. Am sofortigen Wiederaufstieg war Braun mit 20 Punktspieleinsätzen und drei Toren beteiligt. Einen ersten Anlauf zum Oberligaspieler unternahm er in der Saison 1971/72. Es reichte jedoch nur zu einem 45-Minuten-Auftritt am 5. Spieltag, dem 2. Oktober 1971. Während der Begegnung FCK – Lok Leipzig (1:2) wurde der 21-jährige Braun in der 46. Minute für den Rechtsaußenstürmer Karl-Heinz Zeidler eingewechselt. Während seiner Dienstzeit bei der NVA spielte er von 1971 bis 1974 bei der zweitklassigen Spitzenmannschaft, dem ASV Vorwärts Leipzig.

### Sachsenring Zwickau
Im November 1974 wechselte Braun zum Bezirksrivalen Sachsenring Zwickau, der als Betriebssportgemeinschaft des gleichnamigen Autoherstellers ebenfalls in der Oberliga vertreten war. Dort kam ihm zugute, dass zu Beginn des Jahres 1975 mit Heinz Wohlrabe und Hartmut Rentzsch zwei Stammspieler aus dem Oberligakader ausschieden. Nach einem 45-Minuten-Einsatz am 30. November 1974 als Einwechselspieler beim Punktspiel Sachsenring – Vorwärts Stralsund (4:0) bestritt Braun in der Rückrunde der Saison 1974/75 alle Oberligaspiele, in denen er als zentraler Mittelfeldspieler eingesetzt wurde.
Am Ende der Saison 1974/75 gewann Sachsenring Zwickau zum dritten Mal in seiner Geschichte den DDR-Fußballpokal. Braun hatte nur die beiden Spiele des Halbfinales gegen Wismut Aue (1:0, 1:2) mitgemacht, stand aber am 14. Juni 1975 wieder als zentraler Mittelfeldspieler im Endspiel gegen Dynamo Dresden. Braun hatte zunächst einen schweren Stand und schien im Spielaufbau überfordert. In der 65. Minute verursachte er durch einen Stellungsfehler den Führungstreffer der Dresdner. Erst als die Zwickauer nach dem Rückstand ihr Spiel forcierten, kam auch Braun besser ins Spiel und wurde zum Antreiber seiner Mannschaft, die letztlich nach einem 4:3-Sieg im Elfmeterschießen den FDGB-Pokal gewann. So überraschend, wie die Zwickauer gegen den hohen Favoriten Dynamo Dresden den Pokal gewonnen hatten, so überraschten sie auch in den anschließenden Spielen in der Europapokalsaison 1975/76. Sie eliminierten so prominente Mannschaften wie den AC Florenz und Celtic Glasgow und scheiterten erst im Halbfinale gegen den RSC Anderlecht mit 0:3 und 0:2. Braun wurden in allen acht Europapokalspielen eingesetzt, wegen des Ausfalls von Peter Nestler hauptsächlich als Stürmer.
In den folgenden Spielzeiten blieb Braun als Mittelfeldakteur weiter Stammspieler der Sachsenring-Mannschaft. Seine intensivste Oberligasaison absolvierte er 1976/77, in der er alle 26 Punktspiele bestritt und mit vier Toren auch zu den treffsichersten Spielern seiner Mannschaft zählte (nur Nestler war mit sechs Toren erfolgreicher). Die letzte Oberligasaison spielte Braun 1979/80. Der inzwischen 29-Jährige bestritt nur noch elf Punktspiele, in denen er meistens als Wechselspieler eingesetzt wurde. Seinen letzten Einsatz in der Oberliga hatte er als Linksaußenstürmer beim Spiel Sachsenring – 1. FC Magdeburg (1:0) am 29. März 1980. Es war sein 123 Oberligaspiel für Sachsenring Zwickau, insgesamt hatte er in sechs Spielzeiten 14 Tore erzielt.

### Wismut Gera
Zu Beginn der Fußballsaison 1980/81 wechselte Braun im Tausch mit dem Nachwuchstalent Ralf Gottschalk zum DDR-Ligisten Wismut Gera. Dort wurde er wie in Zwickau als Mittelfeldspieler nominiert. Braun spielte in der Ligamannschaft von Wismut bis zu seinem 33. Lebensjahr. Im Laufe der Saison 1983/84 verabschiedete er sich endgültig vom Leistungsfußball.